# Musée de la Chasse et de la Nature
Das Musée de la Chasse et de la Nature ist ein Jagd- und Naturmuseum in Paris.
Das Museum hat zwei Hauptausstellungsbereiche. Tiere in der Kunst sind ein Bereich, der zweite präsentiert die Jagd in der Kunst. Das Museum ist eines der vier Jagdmuseen des Musée International de la Chasse.
Eines der beiden Gebäude ist das Hôtel de Génégaud (1651–1655) von François Mansart.

## Ausstellungen
- 2018: Sophie Calle und Serena Carone. Beau doublé, Monsieur le marquis!